# Филармония (оркестр)
Филармо́ния (англ. Philharmonia, Philharmonia Orchestra) — симфонический оркестр, базирующийся в Лондоне. Был основан в 1945 году выдающимся продюсером Вальтером Легге при студии EMI — главным образом для звукозаписей фирмы.

## История
По свидетельству английского музыковеда Уильяма Манна, сначала Вальтер Легге создал струнный квартет, который он собственноручно доводил до совершенства; потом квартет преобразовался в камерный струнный оркестр и наконец — в полноценный симфонический.
Первым дирижёром, работавшим с оркестром, был Томас Бичем, однако это сотрудничество продолжалось недолго, поскольку Легге противостоял желанию Бичема полностью контролировать коллектив. В последующие десять с лишним лет оркестр работал без главного дирижёра, записываясь и выступая под руководством таких грандов, как Артуро Тосканини и Вильгельм Фуртвенглер. Основным приглашённым дирижёром был Герберт фон Караян, для которого на рубеже 1940—1950-х годов работа с оркестром «Филармония» стала компенсацией вынужденного бездействия в Германии и Австрии. Когда в 1955 году Караян возглавил Берлинский филармонический оркестр, в Лондоне его заменил новый любимец Вальтера Легге — Карло Мария Джулини. В 1959 году оркестр наконец обрёл главного дирижёра в лице Отто Клемперера, занимавшего этот пост вплоть до своей смерти.
К началу 1950-х годов «Филармония» стал одним из лучших оркестров мира; после дебюта в Карнеги-холле в 1955 году «Нью-Йорк Таймс» утверждала, что лондонский оркестр даже лучше Берлинского филармонического оркестра.
Среди наиболее значительных событий в истории Филармонии этого времени — премьера «Четырёх последних песен» Рихарда Штрауса 22 мая 1950 года (солировала Кирстен Флагстад).
В 1964 году Легге заявил о своём намерении распустить «Филармонию»: поскольку конкурирующие фирмы (Decca Records, Philips, Deutsche Grammophon и Columbia) делали записи с лучшими оркестрами Европы и США, Легге также счёл излишним содержать специальный студийный оркестр. Однако музыканты отказались разойтись и в прежнем составе, под руководством того же Клемперера, в 1964 году учредили самоуправляемый оркестр «Новая Филармония» (англ. New Philharmonia Orchestra). В 1977 году оркестр вернул себе прежнее название.
Оркестр «Филармония» считается одним из наиболее интенсивно записывающихся оркестров мира: им осуществлено более тысячи записей.

## Главные дирижёры
- Отто Клемперер (1959—1973; в 1971—1973 гг. Лорин Маазель помощник главного дирижёра)
- Рикардо Мути (1973—1982)
- Джузеппе Синополи (1984—1994)
- Кристоф фон Донаньи (1997—2008)
- Эса-Пекка Салонен (2008—2021)
- Сантту-Матиас Роували (с 2021)